# Мифсуд, Пол
Пол Мифсуд (англ. Paul Mifsud, родился 6 февраля 1947 года) — первый мальтийский профессиональный снукерист. В последнее время представляет свою страну на различных любительских соревнованиях.

## Карьера
Мифсуд стал играть в мэйн-туре после 10-й по счёту победы на чемпионате Мальты в 1982 году и финала любительского чемпионата мира 1976 года, однако не добился значительных успехов на профессиональных турнирах — только на чемпионате мира 1984 года он вышел в 1/16 финала, но проиграл Терри Гриффитсу со счётом 2:10. Через непродолжительное время Мифсуд покинул тур и снова стал играть на международных и национальных любительских турнирах, и с тех пор выиграл множество различных соревнований. В 1985—1986 годах он был чемпионом мира среди любителей, а в 1988 году — финалистом чемпионата Европы.